# Tipula (Lunatipula) inusitata
Tipula (Lunatipula) inusitata is een tweevleugelige uit de familie langpootmuggen (Tipulidae). De soort komt voor in het Nearctisch gebied.